# Feminització

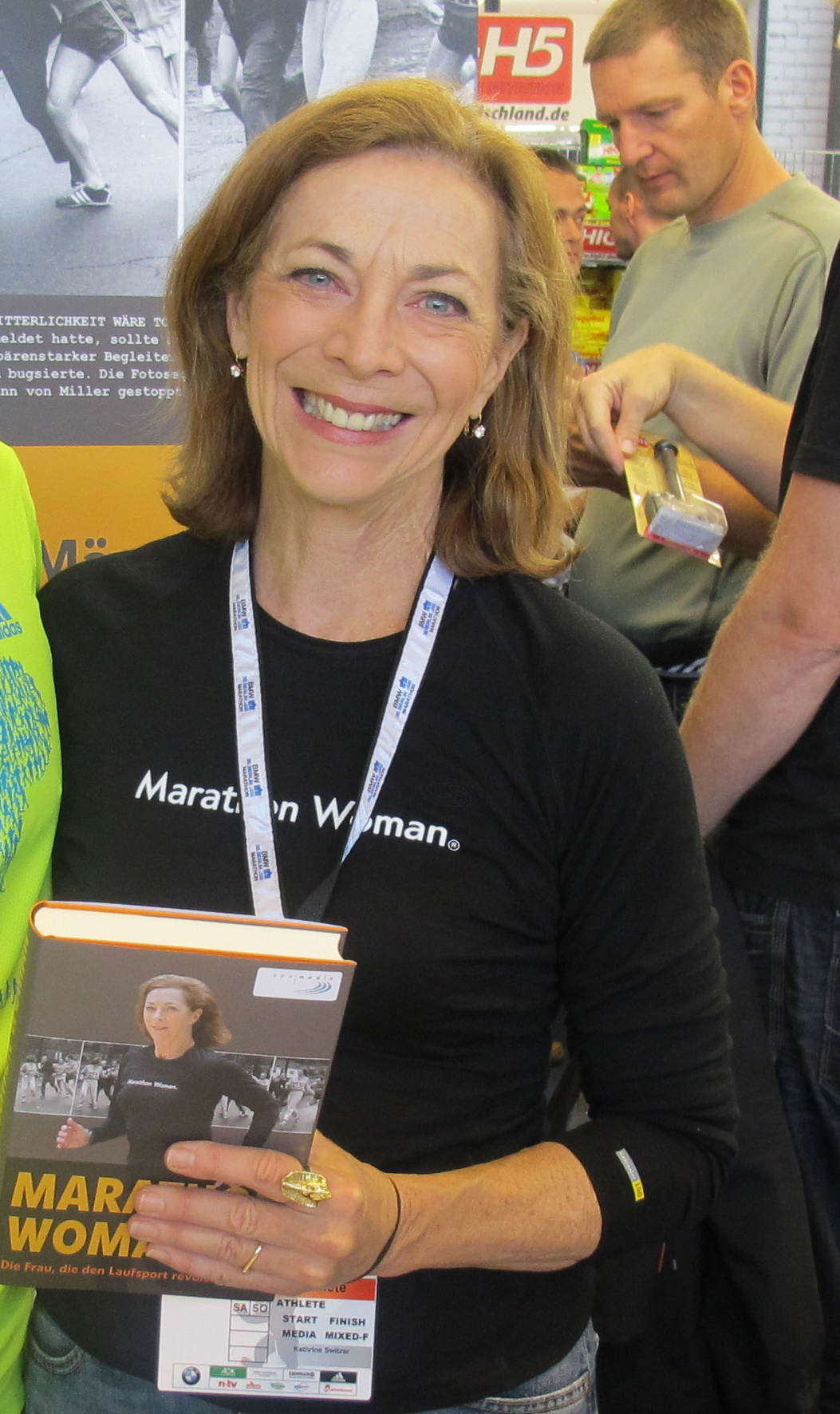
Marató de 1967. A la marató va aparèixer una dona, Kathrine Switzer. Per poder-hi participar es va inscriure amb nom masculí. A la foto, darrere i en blanc i negre, el moment en què un àrbitre intenta detenir-la i altres esportistes impedeixen que quedi fos de la carrera.

Feminització és una expressió que indica una acció o un procés en el qual apareix la feminitat. El diccionari defineix quatre accepcions, dues en biologia i altres dues en gramàtica. No obstant això, el terme de feminització (en biologia) es fa servir, també, en medicina, botànica, veterinària i en els estudis sobre dones o estudis de gènere. Des dels anys 1970, feminització es fa servir per referir-se a processos com el de feminització de la pobresa, mitjançant el qual un fenomen o pràctica social, per exemple la pobresa, adquireix forma femenina. El terme s'empra en la lluita pel reconeixement dels drets reivindicats pel moviment LGTB i en els estudis i recerques sobre caràcters sexuals femenins i masculins.

## Introducció
Feminització té quatre accepcions en el diccionari, dues en biologia i dues més en gramàtica. Així, en biologia es defineix com l'aparició i desenvolupament dels caràcters sexuals femenins en la dona normal en el temps de la pubertat. També és l'aparició de determinats caràcters sexuals femenins en alguns homes. D'altra banda, en gramàtica, feminització és l'acció de donar forma femenina a un nom que no la té i l'acció de donar gènere femení a un nom originàriament masculí o neutre. Hi ha una feminització del sexe biològic i una feminització del gènere gramatical.
Les teòriques feministes han obert camps d'estudi en els quals es constitueixen noves disciplines que utilitzen, com a categoria analítica, el sistema de relacions sexe/gènere. Aquests estudis defineixen problemes socials de desigualtat social i promouen accions i polítiques de defensa dels drets de "la meitat de l'espècie humana".

## Feminització psicològica
El terme també es fa servir per referir-se al procés per mitjà del qual un home assumeix trets i comportaments femenins, ja sigui de forma permanent o temporal. Freqüentment s'utilitza la paraula feminització per referir-se a l'acció emprada per alguns individus que agraden de vestir peces femenines ja sigui en públic o en privat i que són denominats com "Travestista Fetitxistes" d'acord amb el manual de diagnòstic Psiquiàtric DSM IV.

## Feminització humiliant i forçada
Per a molts membres de la subcultura sadomasoquista, la feminització forçada resulta excitant doncs és una típica escenificació humiliant, que encaixa perfectament en els rols de dominació i submissió. En anglès és comú l'ús del terme Sissification (sisificació) per referir-se a la feminització. En català el terme efeminar s'ajusta millor a aquest rol.

## Altres processos de feminització
La idea de feminització s'ha desenvolupat en altres camps d'estudi per referir-se al procés mitjançant el qual un fenomen o pràctica social adquireix forma femenina. Es parla així, per exemple, de feminització de la pobresa, feminització del desenvolupament, feminització de la política.
D'altra banda, els estudis sobre feminització de les professions, posen en relleu que la major presència femenina en determinades professions també és conseqüència del sistema sexe-gènere, per la qual cosa segueix sent necessària una política d'igualtat.
Celia Amorós, citant a R. Gordon i, al seu torn, a Donna Haraway, parla de la redifinición del treball com a femení i feminitzat.